# Union des Femmes Monégasques
Union des Femmes Monégasques (UFM) är en organisation för kvinnors rättigheter i Monaco, grundad 1958.
UFM var den första nationella kvinnoföreningen i det konservativa Monaco. Kvinnorörelsen i Monaco var långsam och blygsam. När ett förslag om kvinnlig rösträtt lades fram 1919 var gifta kvinnor fortsatt omyndiga. 
UFM stödde införandet av kvinnlig rösträtt från början, och det närmaste Monaco kom en rösträttsförening, men dess kampanjande i frågan var blygsamt. 
I samband med att Monaco förberedde ett stort politisk reformpaket under dessa år, sågs det som en given sak att rösträtt för kvinnor skulle ingå i detta, och kvinnlig rösträtt och fulla medborgerliga rättigheter för kvinnor infördes därför 1962.